# Juncus przewalskii
Juncus przewalskii är en tågväxtart som beskrevs av Franz Georg Philipp Buchenau. Juncus przewalskii ingår i släktet tåg, och familjen tågväxter. Inga underarter finns listade i Catalogue of Life.